# La serva dell'harem
La serva dell'harem (La Servante du harem) è un dipinto realizzato da Paul-Désiré Trouillebert nel 1874. Questo ritratto a olio su tela si trova al museo di belle arti di Nizza, anche noto come museo Jules Chéret.
La Serva dell'harem divenne rapidamente uno dei dipinti più emblematici dell'orientalismo, movimento al quale appartiene l'opera.

## Descrizione
Il titolo del dipinto, La serva dell'harem, indica che la donna ritratta è probabilmente un'odalisca, anche se è molto probabile che la modella fosse una giovane parigina travestita e non una vera donna orientale. All'epoca il termine veniva utilizzato per designare delle donne classificate come "schiave vergini" in Medio Oriente, che potevano raggiungere lo status di concubine o di donne nei serragli ottomani, la maggior parte delle quali erano delle "serve dell'harem".
Quest'odalisca è rappresentata come una donna fatale orientale di una purezza ieratica. Lo sguardo dell'osservatore viene guidato dapprima verso l'abisso oscuro dei grandi occhi neri di quest'odalisca. Nel dipinto si osserva anche una deformazione corporale: il busto è molto stretto, laddove il copricapo si incurva e ispessisce il volto.
Allo stesso modo, il narghilè, posto in primo piano nel dipinto, è raffigurato con ostentazione, rafforzando così un contrasto tra la luce e l'oscurità. Dietro la ragazza si trova una pianta verde a sinistra, portando a un'illuminazione ulteriore nel dipinto.
Quanto al mistero, alimentato da un lato dalla bellezza singolare di questa fanciulla orientale, viene rafforzato e si chiude dietro le tende scure dell'entrata sulla destra a forma di buco della serratura. La serratura rappresenta simbolicamente un luogo nel quale allo spettatore è impedito accedervi, e questo alimenta il mistero e lascia spazio all'immaginazione dello spettatore. È possibile che l'entrata porti all'harem.
Questa composizione rappresenta il mistero, la seduzione, il lusso ma anche la fantasia. Qui Paul-Désiré Trouillebert dipinse tutti gli archetipi dell'Oriente: la ricchezza dei costumi e l'originalità del copricapo, l'esotismo degli oggetti, la raffinatezza dei gioielli, o anche la beltà della donna venuta da Oriente, per la quale i pittori del movimento orientalista si affascinavano realmente. Nella Serva dell'harem, l'harem simboleggia dei costumi e delle pratiche che erano agli antipodi di quelli allora noti nell'Occidente. Per esempio, era tollerata la schiavitù e veniva incoraggiata la poligamia. Così queste tolleranze in Oriente alimentarono la creatività, che fosse sotto forma di fascino o di repulsione, dei pittori europei.